# Geschichte des Russischen Reiches

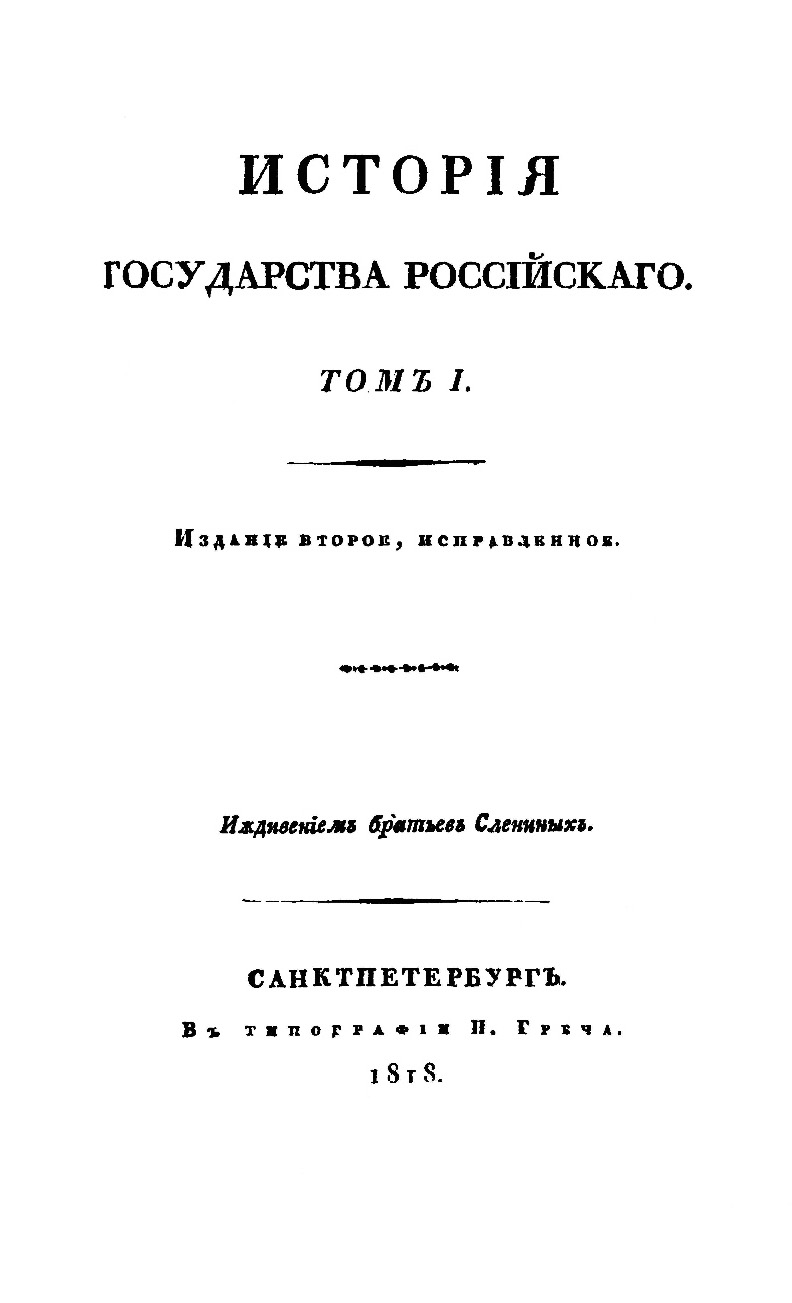
Titelseite des ersten Bandes der zweiten Ausgabe der Geschichte des Russischen Reiches (Sankt Petersburg 1818)

Die Geschichte des Russischen Reiches (russisch История государства Российского / Istorija gossudarstwa Rossijskowo; wiss. Transliteration Istorija gosudarstva Rossijskogo) ist ein Werk der Geschichtsschreibung des russischen Historikers, Dichters und Literaturwissenschaftlers Nikolai Karamsin (1766–1826), das als die erste wissenschaftliche Geschichte Russlands gilt.

## Zum Werk
Karamsin, der seit 1803 Staatshistoriograph unter Zar Alexander I. war, widmete sich diesem Werk von 1804 bis zu seinem Tod 1826. Es ist unterteilt in zwölf Bände und behandelt die Geschichte Russlands von seinen Ursprüngen bis 1612. Die ersten Bände kamen 1816 heraus, als es in Russland ein sehr lebendiges Interesse an der eigenen Geschichte gab und großen Nationalstolz nach den langen und erfolgreichen anti-napoleonischen Kriegen. Daher erfreute sich das Werk von Anbeginn einer großen Beliebtheit. Ein unabgeschlossener zwölfter Band des Werkes wurde erst postum veröffentlicht (1829).
Die Geschichte Russlands wurde von Karamsin in einem eleganten Stil und im Geiste des Sentimentalismus dargestellt. In seinem Urteil über autokratische Herrscher und ihre Herrschaft werden einzelne Tatsachen oft verzerrt, wegen seiner literarischen Gestaltung gilt das Werk Karamsins jedoch bis heute als „Klassiker“.
Der Dichter Puschkin schrieb über das Werk, dass

„jeder, auch die Damen der besseren Gesellschaft, damit begannen, die Geschichte ihrer Heimat zu lesen. Es war einfach eine Offenbarung. Es scheint, dass Karamsin das alte Russland in der gleichen Weise entdeckt hat wie Kolumbus Amerika.“

## Epigramm Puschkins
Puschkin verfasste auch ein Epigramm auf das Werk:
В его «Истории» изящность, простота

Доказывают нам без всякого пристрастья

Необходимость самовластья

И прелести кнута.

In seiner „Geschichte“ beweisen uns

Eleganz und Einfachheit unvoreingenommen

die Notwendigkeit der Autokratie

und den Charme der Knute.

## Ausgaben und Übersetzungen
russische Ausgaben
erste Ausgabe
- erste Bände (ab 1816)
- zwölfter Band (postum, 1829)

weitere Ausgaben (Auswahl)
- Istorija gosudarstva Rossijskogo. (Otvetstvennyj redaktor: A. N. Sacharov). 6 Bde. (in 5 Bdn.). Moskva Nauka

französische Übersetzung
- Histoire de l'Empire de Russie. Traduite par MM. St.-Thomas et Jauffret (et de Divoff). 11 volumes. Paris, de l'imprimerie de A. Bélin, 1819–1826

deutsche Übersetzung
Das Werk erschien früh in deutscher Übersetzung:
- Riga: Hartmann, 1820–1833 (11 Bände) Digitalisate